# The John Lennon Collection
Albums de John Lennon
Double Fantasy
(1980) Milk and Honey
(1984)
Albums des meilleurs succès de John Lennon
Shaved Fish
(1975) Lennon Legend: The Very Best of John Lennon
(1997)
Singles
1. Love/Gimme Some Truth
Sortie : 15 novembre 1982

The John Lennon Collection est une compilation des grands succès de l'œuvre de John Lennon parue en 1982, deux ans après sa mort. Cette compilation a été rééditée et augmentée en 1989.

## Parution
Paru originellement en 33-tours, cette collection des meilleurs succès de John Lennon, comptait dix-sept chansons couvrant toute sa carrière solo. La version américaine n'en comptait que quinze, excluant de la liste Happy Xmas (War Is Over) et Stand by Me. Cette édition inversait aussi les deux dernières chansons de la face 2 avec Watching the Wheels en fermeture de l'album américain. 
Rééditée en format CD en 1989, on y rajoute deux autres titres; Move over Ms. L et Cold Turkey.
Ces chansons sont tirées de ses singles et de tous ses albums, à l'exception de Some Time in New York City. Cleanup Time est la seule chanson de Lennon tirée de l'album Double Fantasy qui n'apparait pas dans cette collection.

## Liste des chansons
La sortie originelle est notée entre parenthèses; les symboles ƒA et ƒB representent la face A ou B d'un single.

### Le 33-tours britannique
L'astérisque dénote une chanson absente de la version nord-américaine. 

Face 1
1. Give Peace a Chance (ƒA) - 4:49
2. Instant Karma! (ƒA) - 3:18
3. Power to the People (ƒA) - 3:00
4. Whatever Gets You Thru the Night (Walls and Bridges) - 3:24
5. #9 Dream (Walls and Bridges) - 4:40
6. Mind Games (Mind Games) -  4:15
7. Love (John Lennon/Plastic Ono Band) - 3:20
8. *Happy Xmas (War Is Over) (ƒA) - 3:32

Face 2
1. Imagine (Imagine) - 3:02
2. Jealous Guy (Imagine) - 4:15
3. *Stand by Me (Rock 'n' Roll) - 3:26
4. (Just Like) Starting Over (Double Fantasy) - 3:56
5. Woman (Double Fantasy) - 3:35
6. I'm Losing You (Double Fantasy) - 4:02
7. Beautiful Boy (Darling Boy) (Double Fantasy) - 4:02
8. Watching the Wheels (Double Fantasy) - 3:34
9. Dear Yoko (Double Fantasy) - 2:32[3]

### La réédition CD
L'astérisque dénote une chanson rajoutée.
1. Give Peace a Chance (ƒA) - 4:54
2. Instant Karma! (ƒA) - 3:23
3. Power to the People (ƒA) - 3:19
4. Whatever Gets You Thru the Night (Walls and Bridges) - 3:20
5. #9 Dream (Walls and Bridges) - 4:48
6. Mind Games (Mind Games) -  4:14
7. Love (John Lennon/Plastic Ono Band) - 3:24
8. Happy Xmas (War Is Over) (ƒA) - 3:34
9. Imagine (Imagine) - 3:05
10. Jealous Guy (Imagine) - 4:17
11. Stand by Me (Rock 'n' Roll) - 3:27
12. (Just Like) Starting Over (Double Fantasy) - 3:57
13. Woman (Double Fantasy) - 3:28
14. I'm Losing You (Double Fantasy) - 4:00
15. Beautiful Boy (Darling Boy) (Double Fantasy) - 4:03
16. Watching the Wheels (Double Fantasy) - 3:33
17. Dear Yoko (Double Fantasy) - 2:35
18. *Move over Ms. L (ƒB) - 2:58
19. *Cold Turkey (ƒA) - 5:01[4]

## Classement
| Classement (1975)             | Meilleure position |
| ----------------------------- | ------------------ |
| Royaume-Uni (UK Albums Chart) | 1                  |
| États-Unis (Billboard)        | 33                 |